# Енбекшил (Атырауская область)
Енбекшил (каз. Еңбекшіл) — село в Махамбетском районе Атырауской области Казахстана. Входит в состав Есбольского сельского округа. Код КАТО — 235643200.

## Население
В 1999 году население села составляло 427 человек (230 мужчин и 197 женщин). По данным переписи 2009 года, в селе проживали 272 человека (142 мужчины и 130 женщин).